# Julanan Khantikulanon
Julanan Khantikulanon es una deportista tailandesa que compite en taekwondo. Ganó una medalla de bronce en el Campeonato Mundial de Taekwondo de 2019, y una medalla de plata en el Campeonato Asiático de Taekwondo de 2022.

## Palmarés internacional
| Campeonato Mundial  | Campeonato Mundial        | Campeonato Mundial | Campeonato Mundial |
| Año                 | Lugar                     | Medalla            | Categoría          |
| ------------------- | ------------------------- | ------------------ | ------------------ |
| 2019                | Mánchester (Reino Unido)  | Medalla de bronce  | –46 kg             |
| Campeonato Asiático |                           |                    |                    |
| Año                 | Lugar                     | Medalla            | Categoría          |
| 2022                | Chuncheon (Corea del Sur) | Medalla de plata   | –46 kg             |